# Coelioxys piliclypeus
Coelioxys piliclypeus là một loài Hymenoptera trong họ Megachilidae. Loài này được Wu mô tả khoa học năm 1988.